# موزه راه‌آهن هنگ کنگ
موزه راه‌آهن هنگ کنگ موزه‌ای راه‌آهن در تای پو، هنگ کنگ است. این موزه در ۲۰ دسامبر ۱۹۸۵ افتتاح شد و در محلی قرار دارد که ایستگاه راه‌آهن قدیمی بازار تای پو در سال ۱۹۱۳ ساخته شده‌بود. اکنون این موزه تحت مدیریت اداره اوقات فراغت و خدمات فرهنگی است. ورود به این موزه رایگان است.

## تاریخچه
راه‌آهن کولون-کانتون (بخش بریتانیا) در سال ۱۹۱۰ در بازار تای پو افتتاح گردید، یکی از ایستگاه‌های موجود در سرزمین‌های جدید بود. ساختمان ایستگاه در سال ۱۹۱۳ ساخته شد. از آن زمان به عنوان مرکز اداری و تجاری عمل کرده است که به‌طور غیرمستقیم اقتصاد بازار تای پو را با آوردن معامله‌گران به آنجا تقویت کرد.
راه‌آهن کولون-کانتون در سال ۱۹۸۳ برق رسانی شد و با افتتاح ایستگاه جدید تای وو در شمال آن و ایستگاه جدید بازار تای پو در جنوب ایستگاه از خدمت خارج شد. یک سال بعد، ایستگاه راه‌آهن بازار قدیمی تای پو به عنوان یک بنای یادبود اعلام شد. این سایت به همراه ساختمان‌ها و نمایشگاه‌های مربوط، سپس توسط شرکت راه‌آهن کولون-کانتون در اختیار شورای منطقه‌ای قرار گرفت.
این موزه در ۲۰ دسامبر ۱۹۸۵ افتتاح شد.

## معماری
ساختمان ایستگاه از نظر سبک معماری در میان راه‌آهن اصلی کولون-کانتون (بخش بریتانیا) منحصر به فرد است. این بنا از سبک معماری بومی چین است، با بسیاری از پیکره‌های کوچک که نمای بیرونی را تزئین می‌کنند، مانند نمونه‌هایی که معمولاً در معابد قدیمی موجود در جنوب چین یافت می‌شوند.

## نمایشگاه‌ها

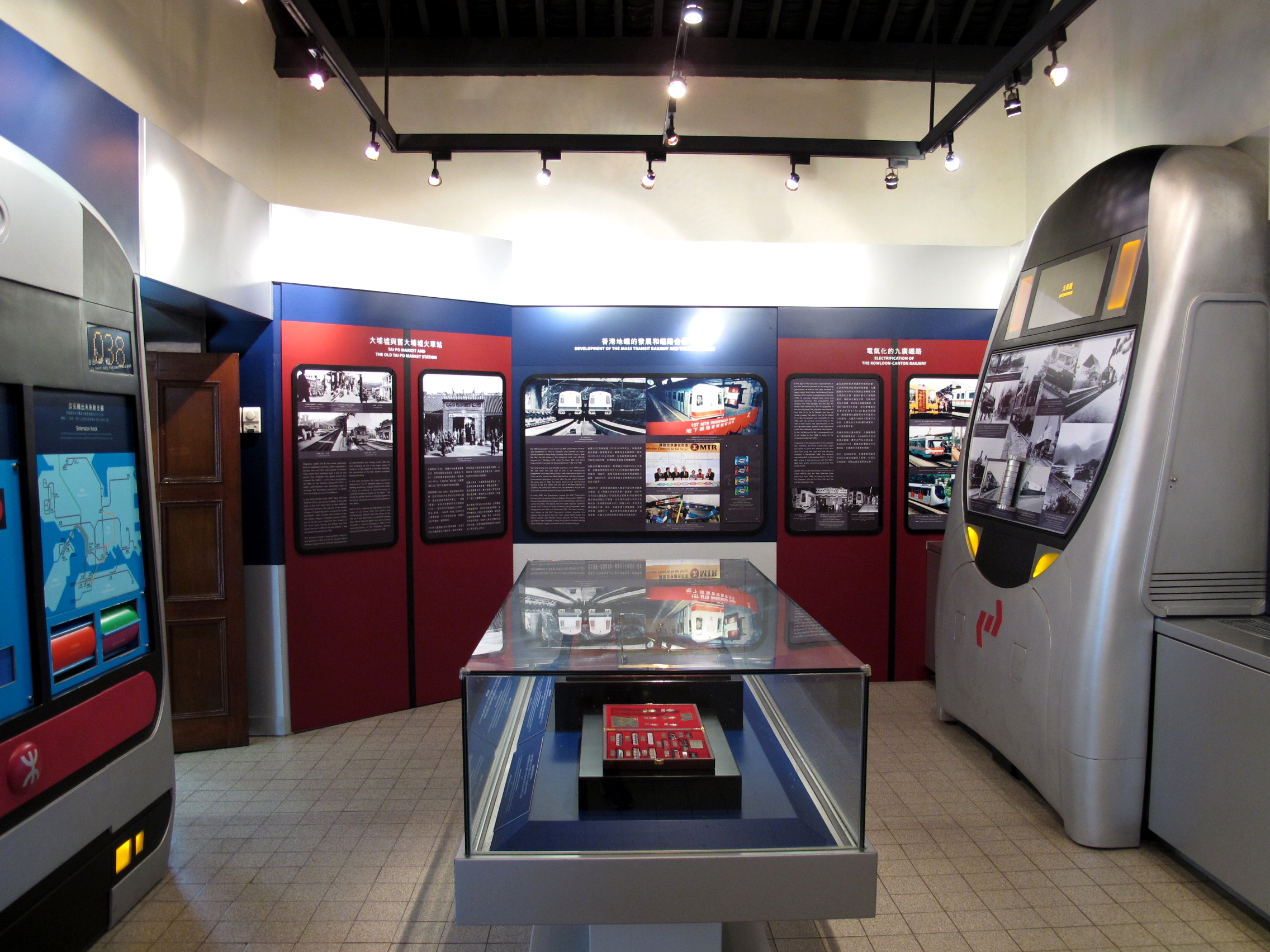
گالری نمایشگاه شامل تصاویر و مصنوعات تاریخی است که به شرح داستان چگونگی توسعه راه‌آهن در هنگ کنگ کمک می‌کند.

### داخل موزه
در غرفه سمت چپ موزه، نمایشگاهی از بلیت قطار و مدل‌های قطار نه تنها قطارهای KCR بلکه شینکانسن ژاپنی و یورواستار وجود دارد. در قسمت داخلی موزه همچنین یک غرفه دفتر فروش بلیت و خانه سیگنال نوسازی شده است.

### وسایل نقلیه در مسیر

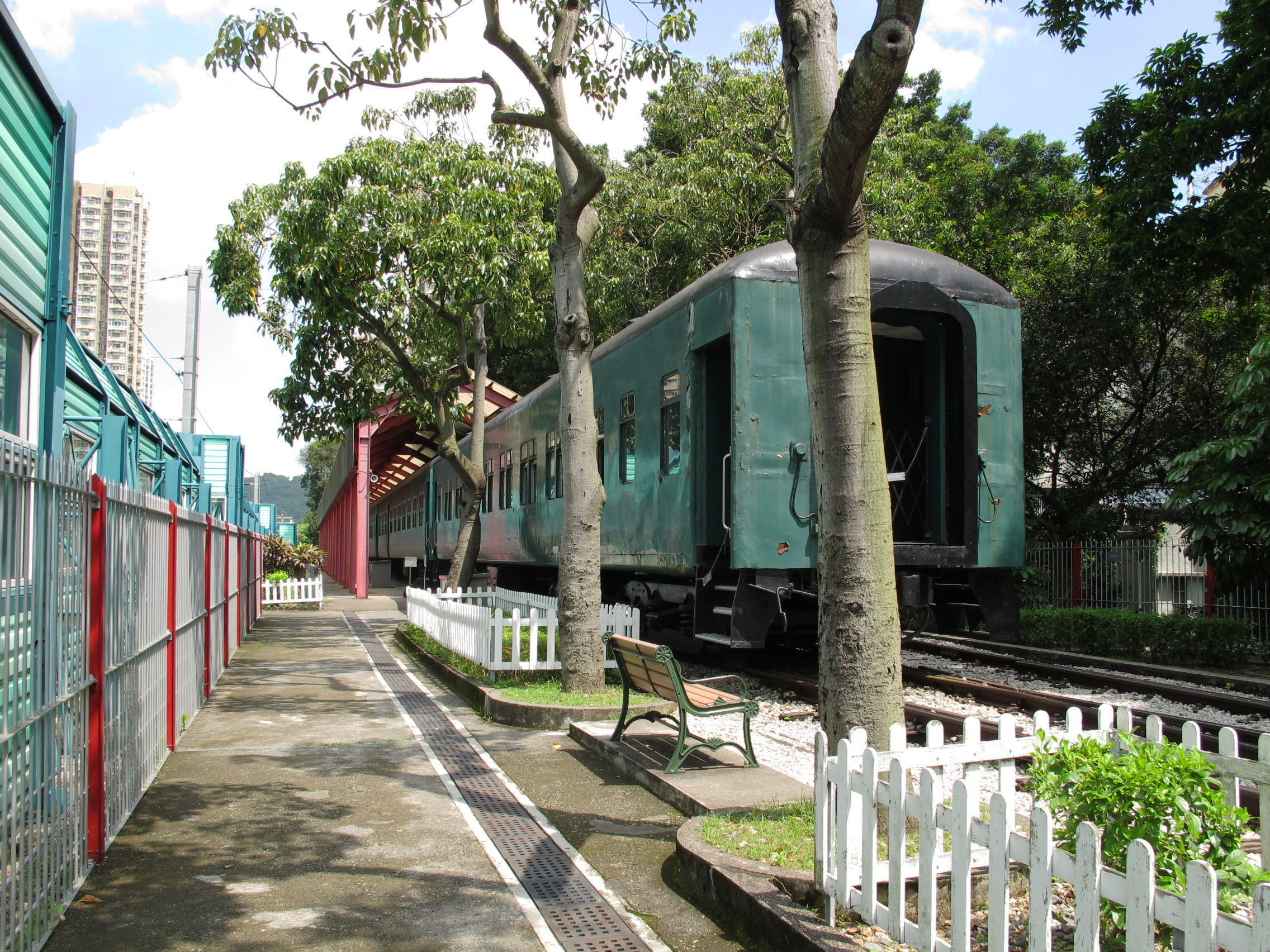
۶ کالسکه تاریخی در داخل موزه قرار دارد

دو لوکوموتیو در این موزه در معرض نمایش هستند:

## نگارخانه

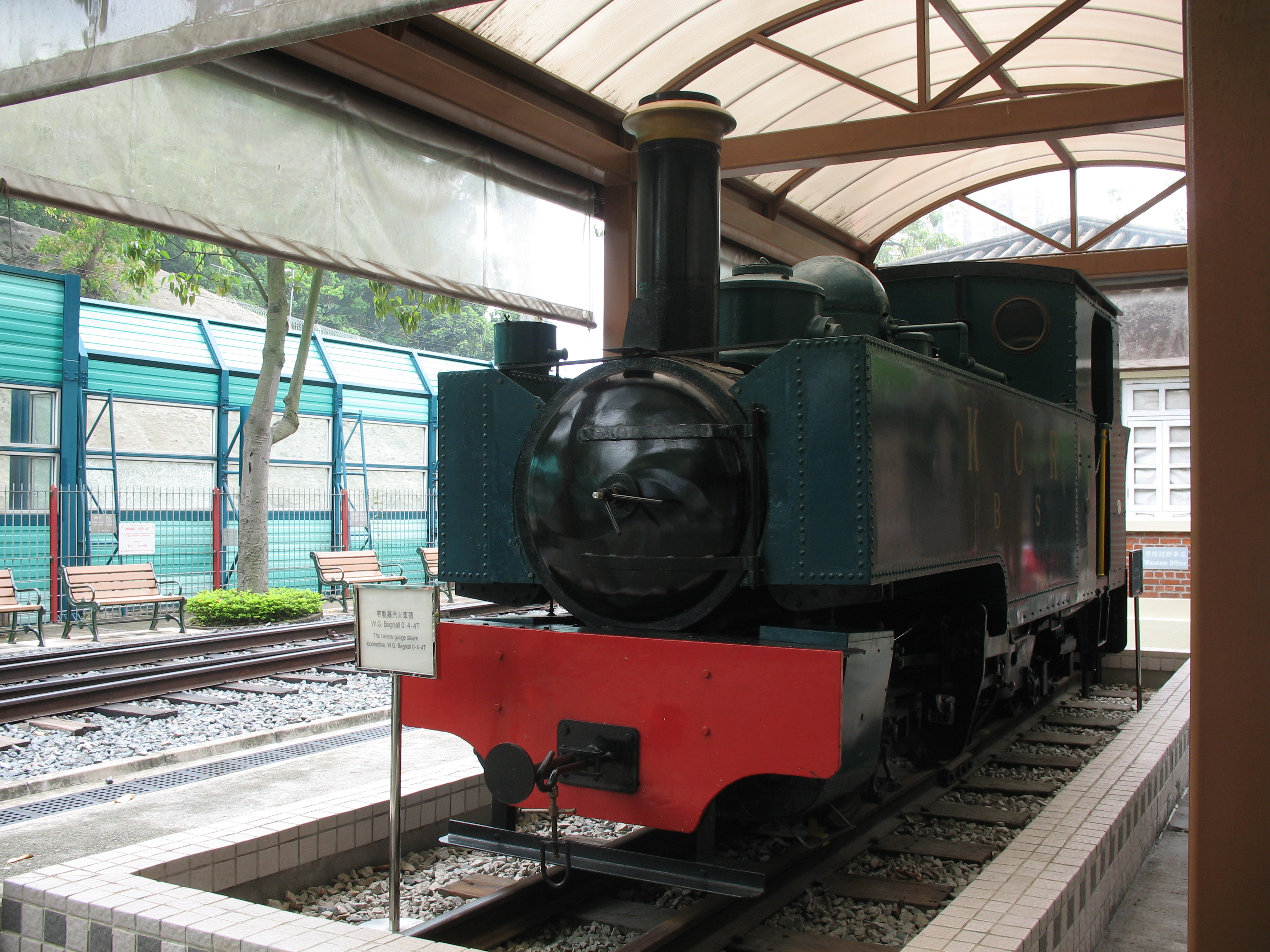
لوکوموتیو بخار WGBagnall 0-4-4T
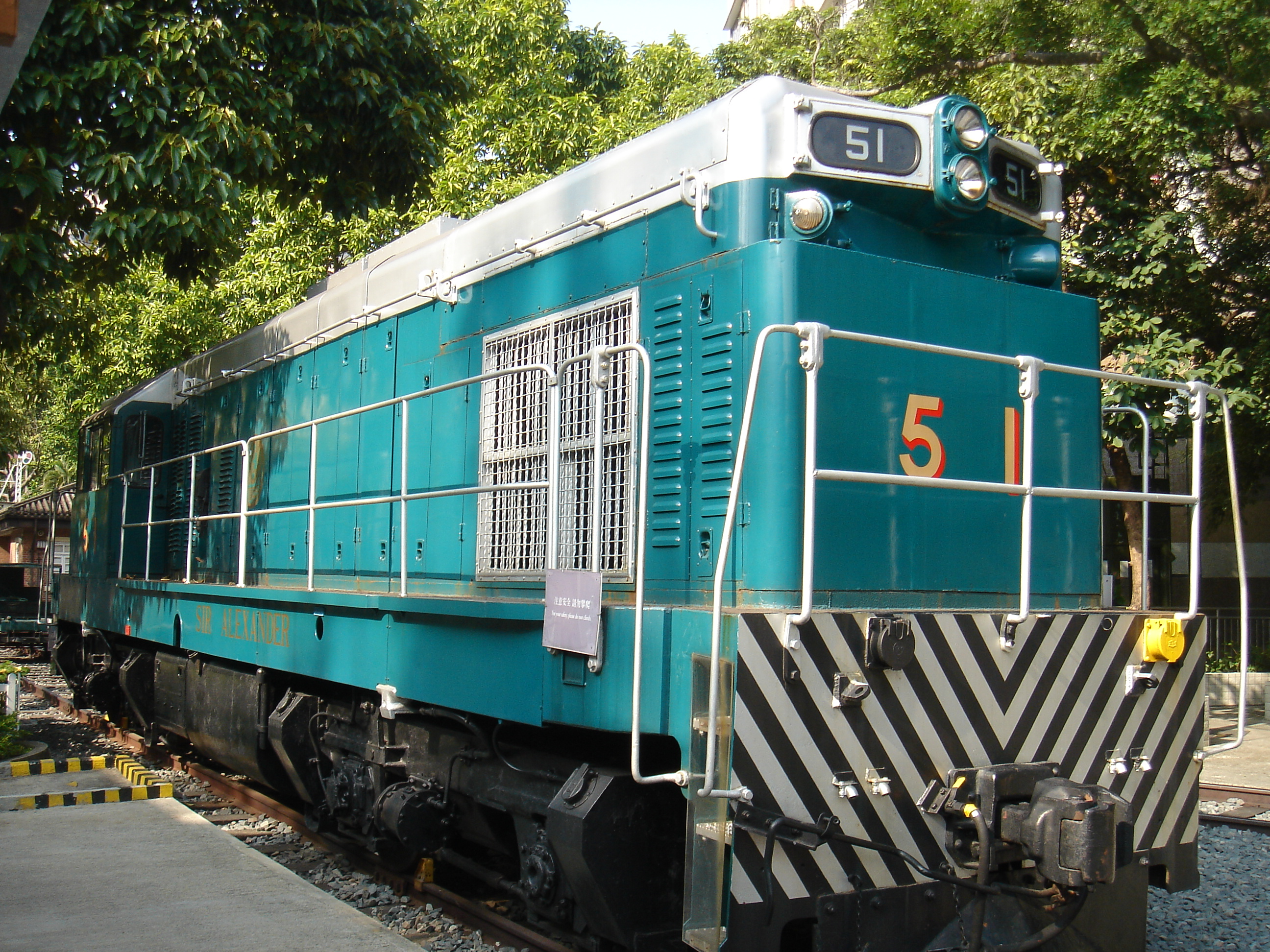
لوکوموتیو دیزلی بازنشسته سر الکساندر (شماره ۵۱)
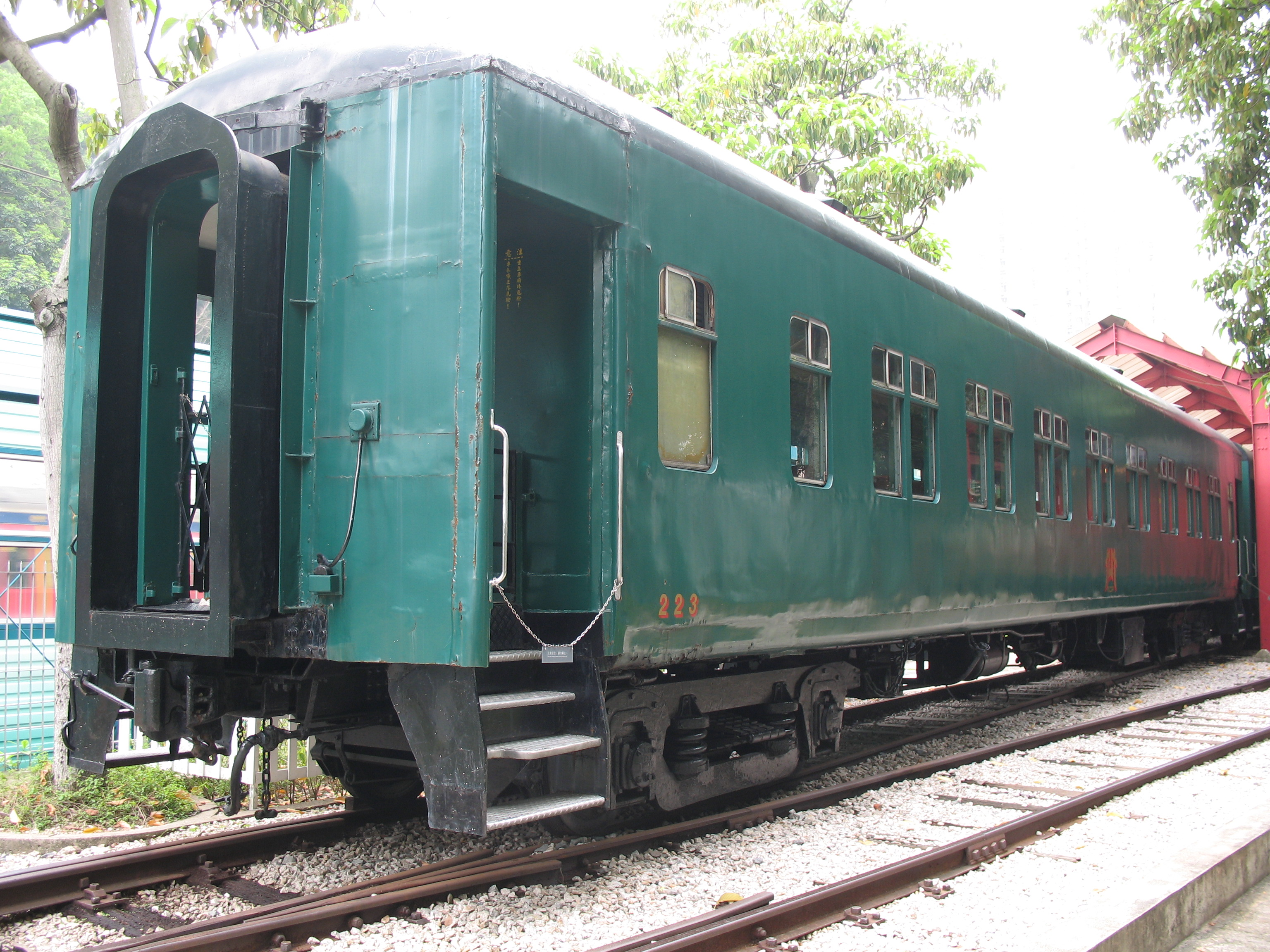
مربیان تاریخی ۲۲۳
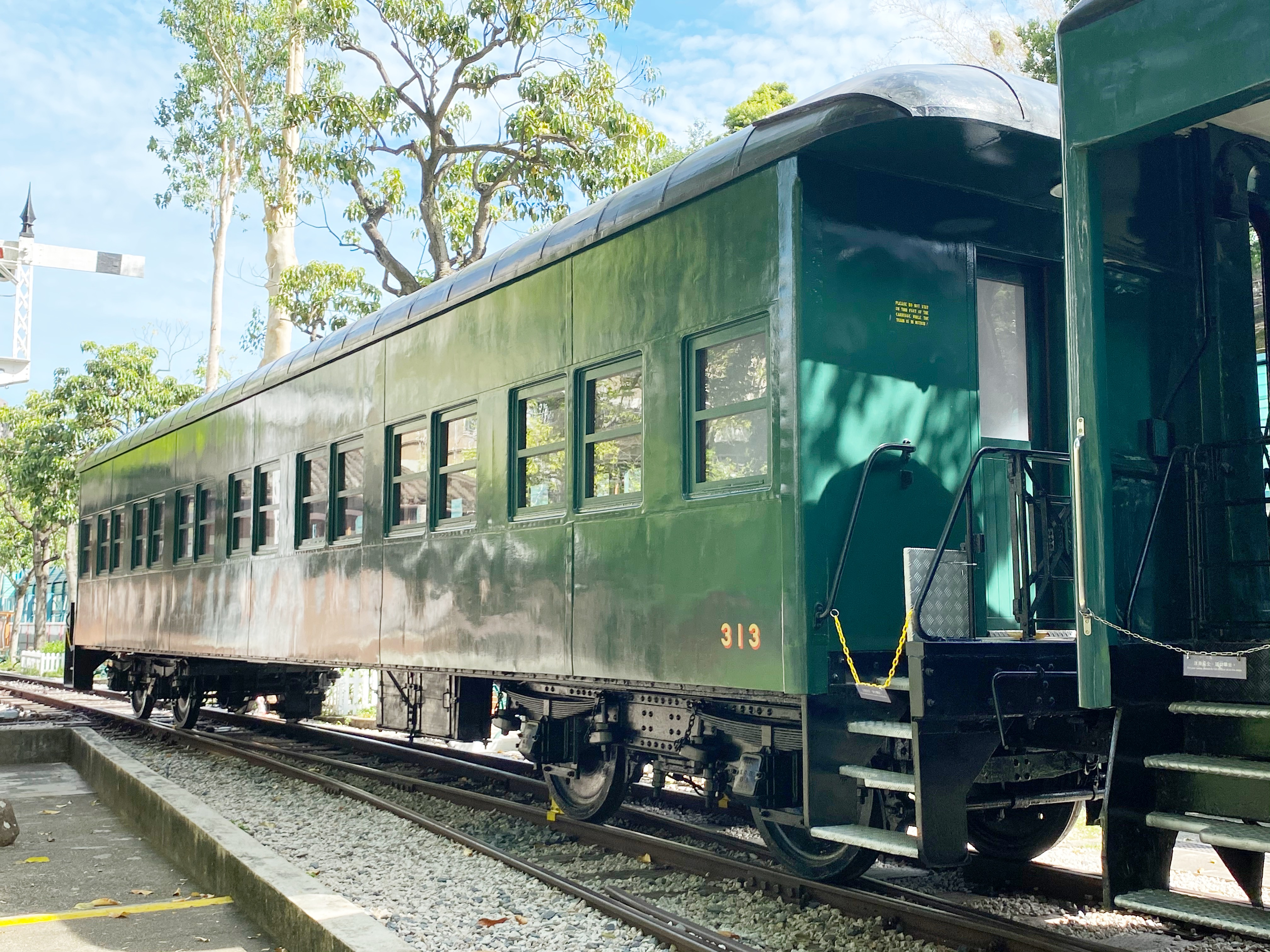
مربیان تاریخی ۳۱۳
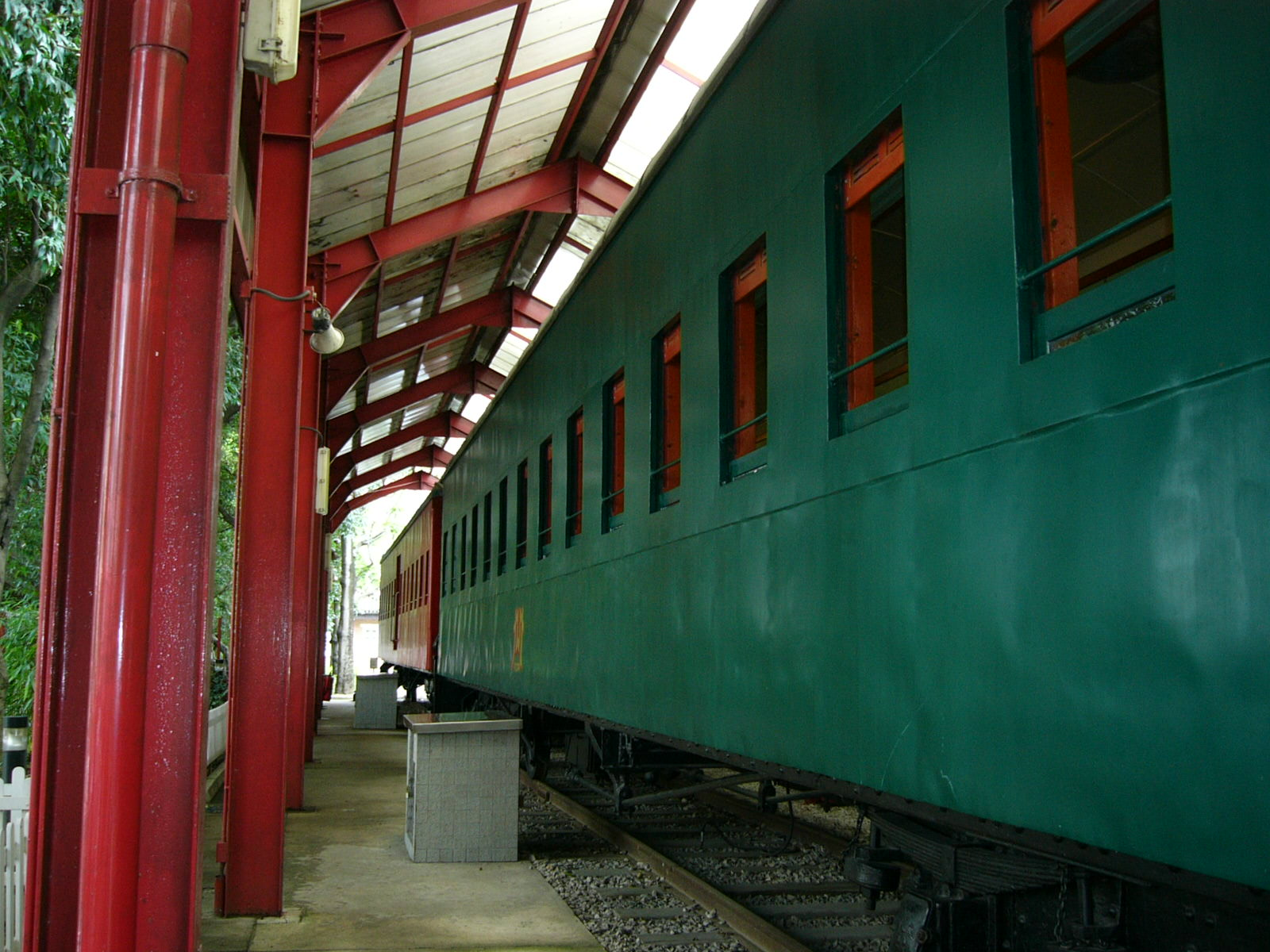
مربیان تاریخی ۳۰۲
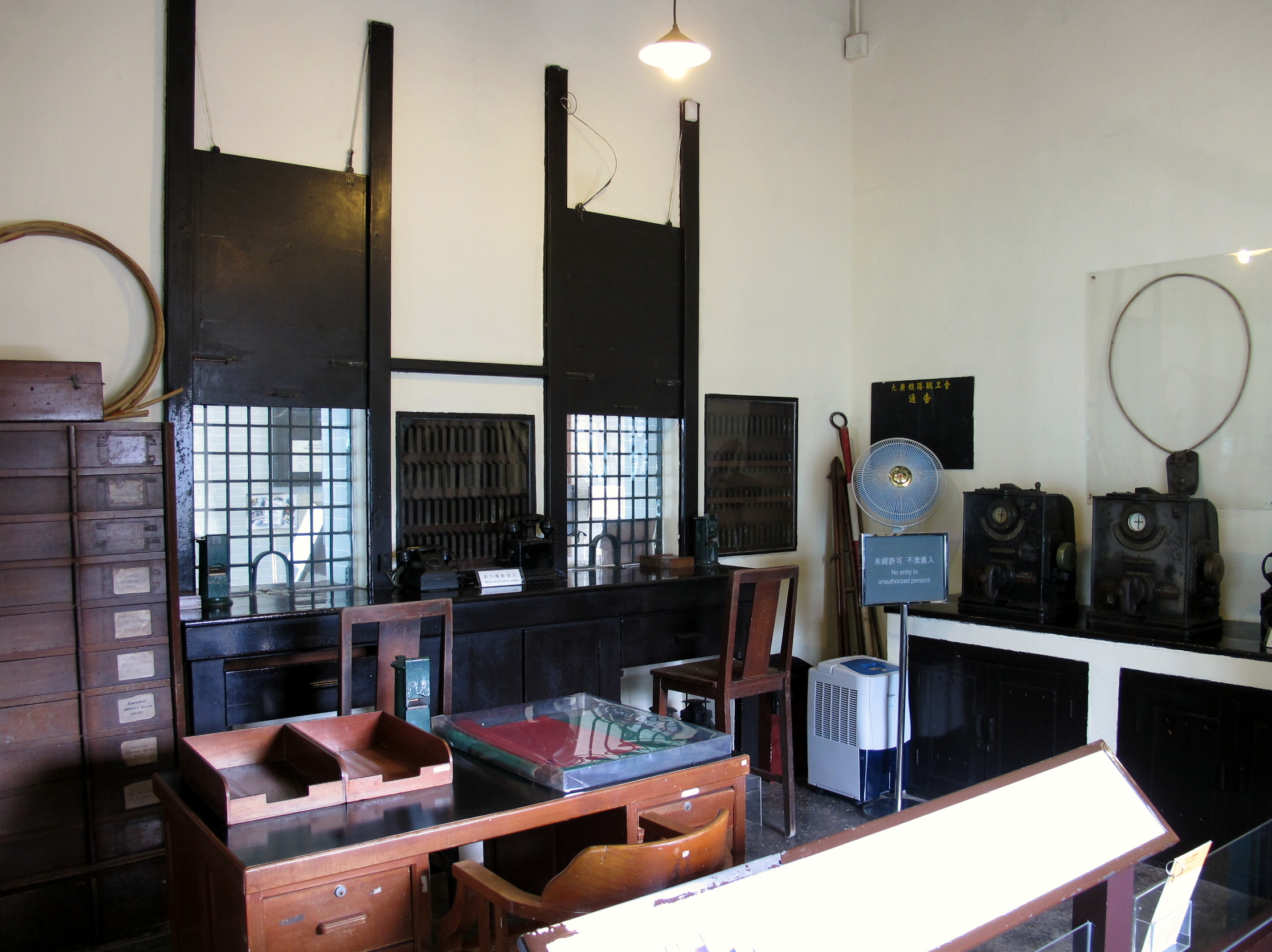
دفتر فروش بلیت
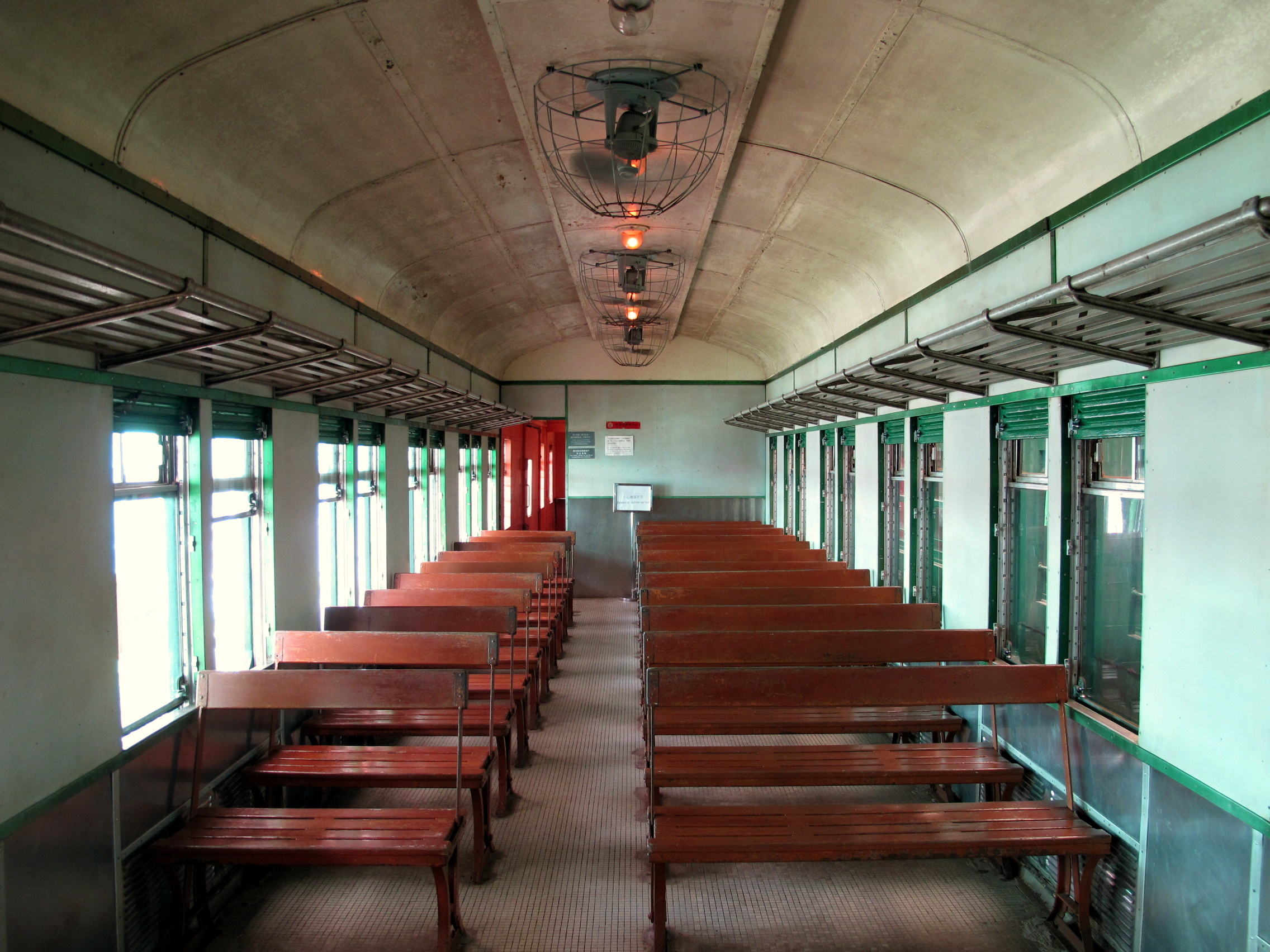
داخل محفظه درجه سه ۱۹۱۱
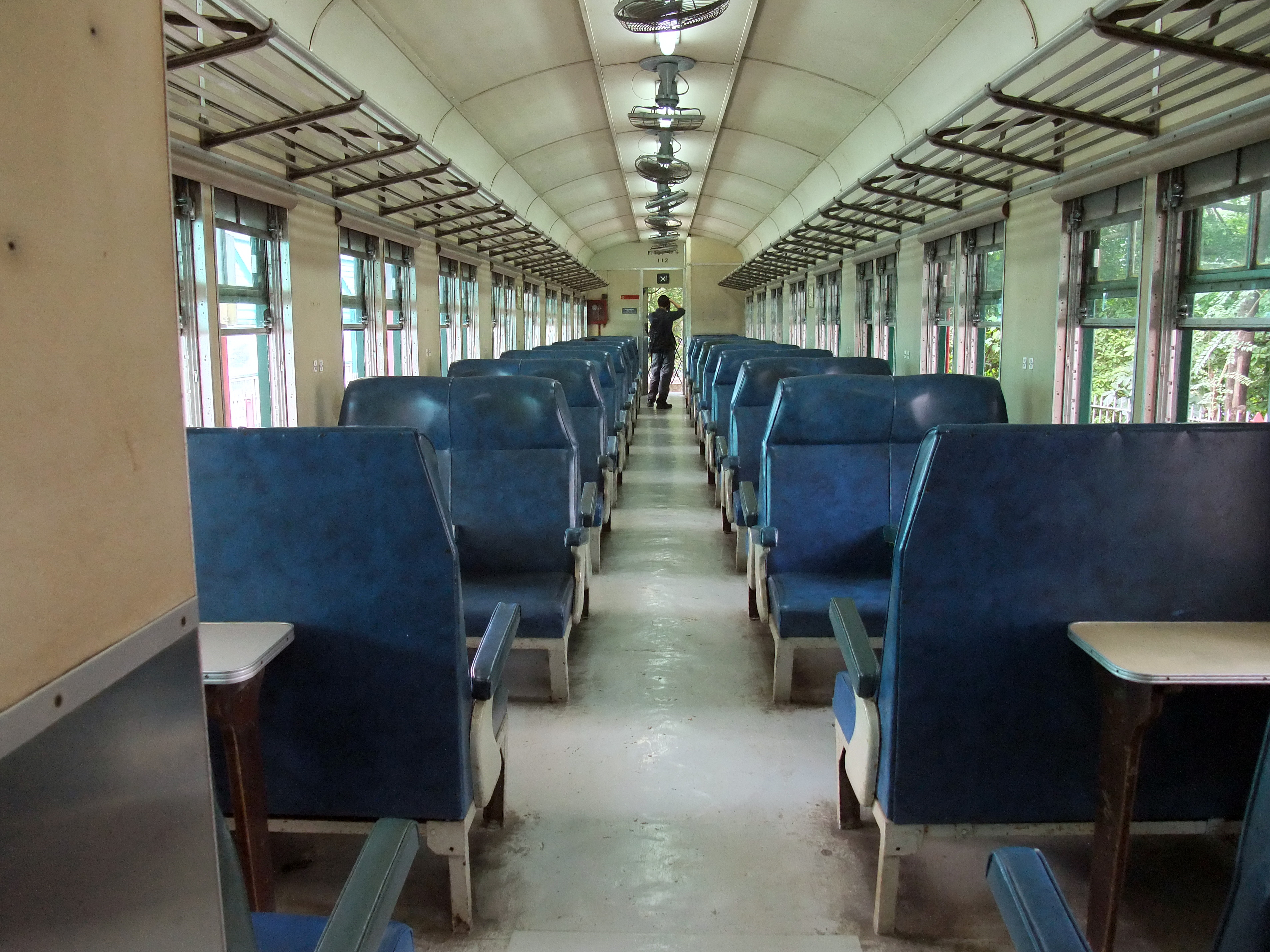
داخل محفظه درجه یک ۱۹۶۴
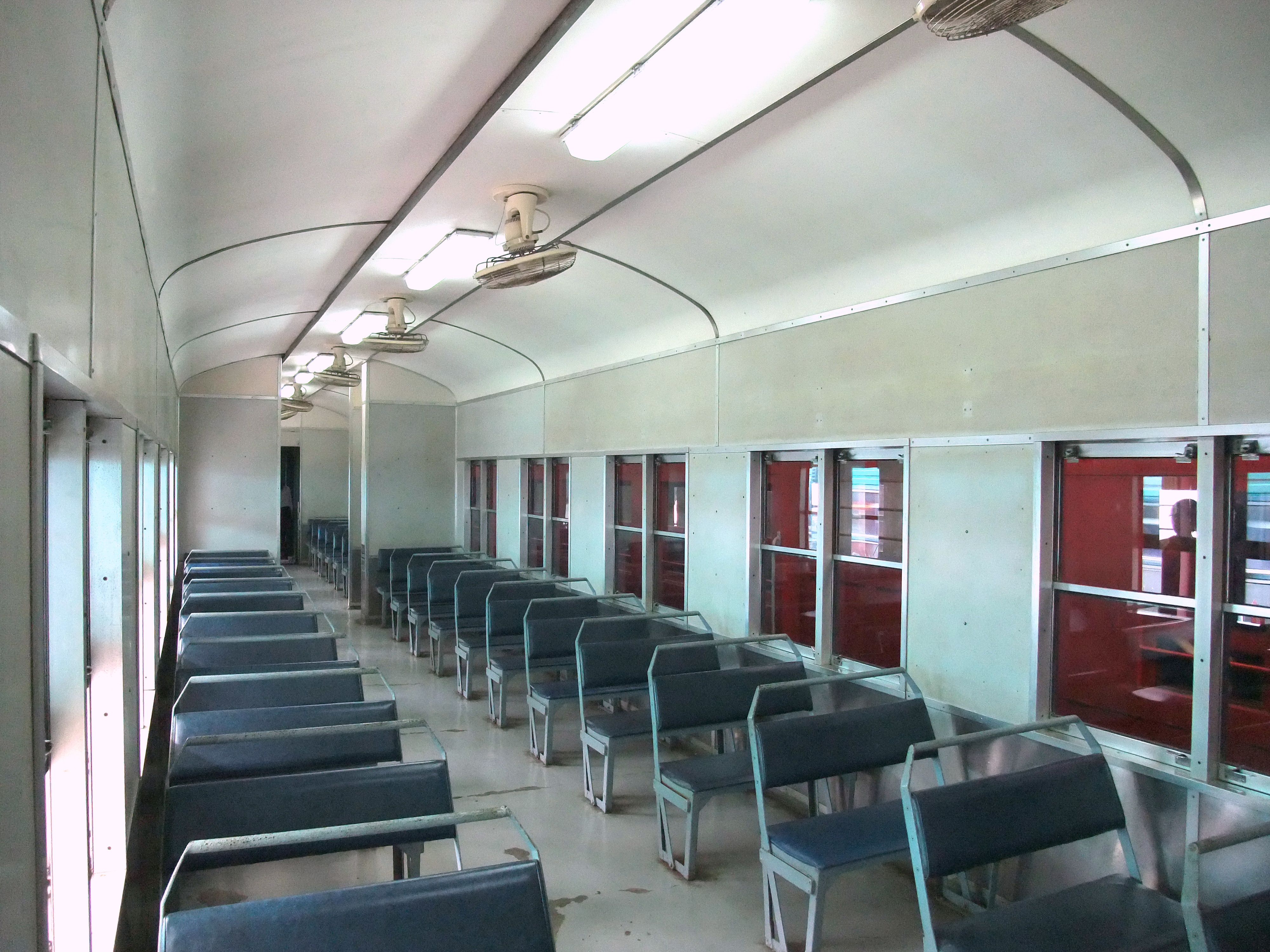
داخل محفظه کلاس معمولی ۱۹۷۴
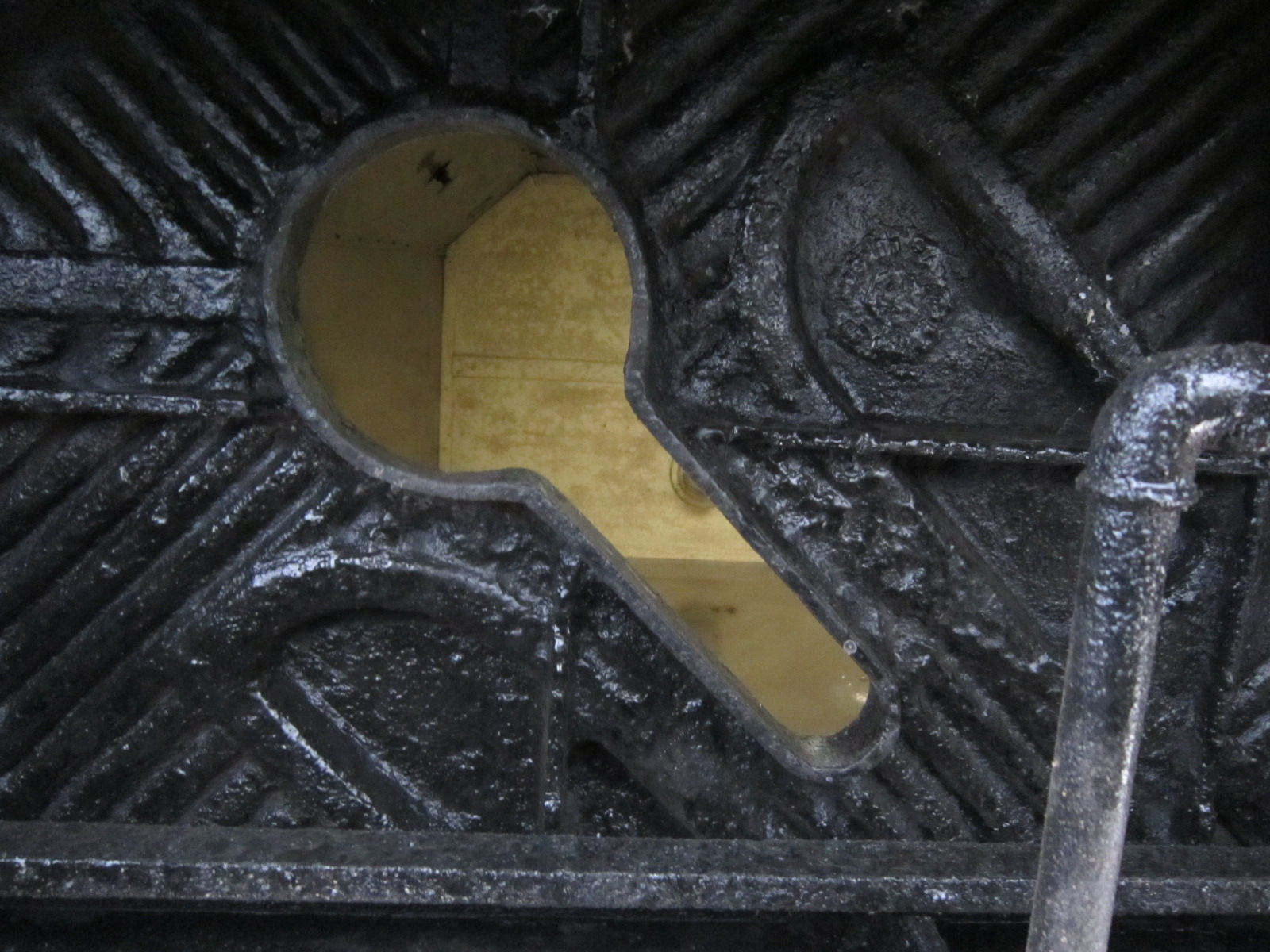
داخل توالت طبقه سوم ۱۹۵۵
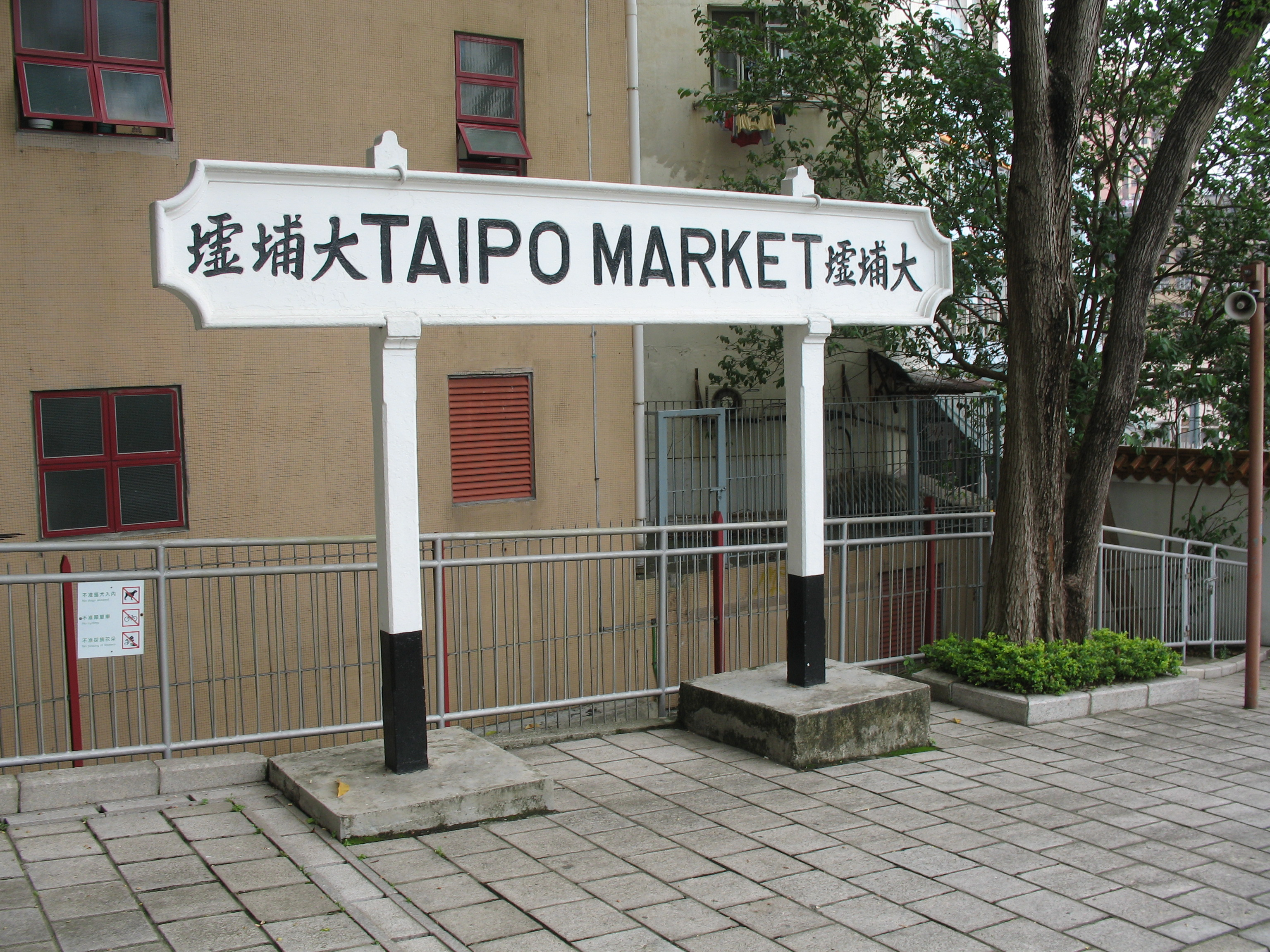
تابلوی ایستگاه بازار قدیمی تای پو
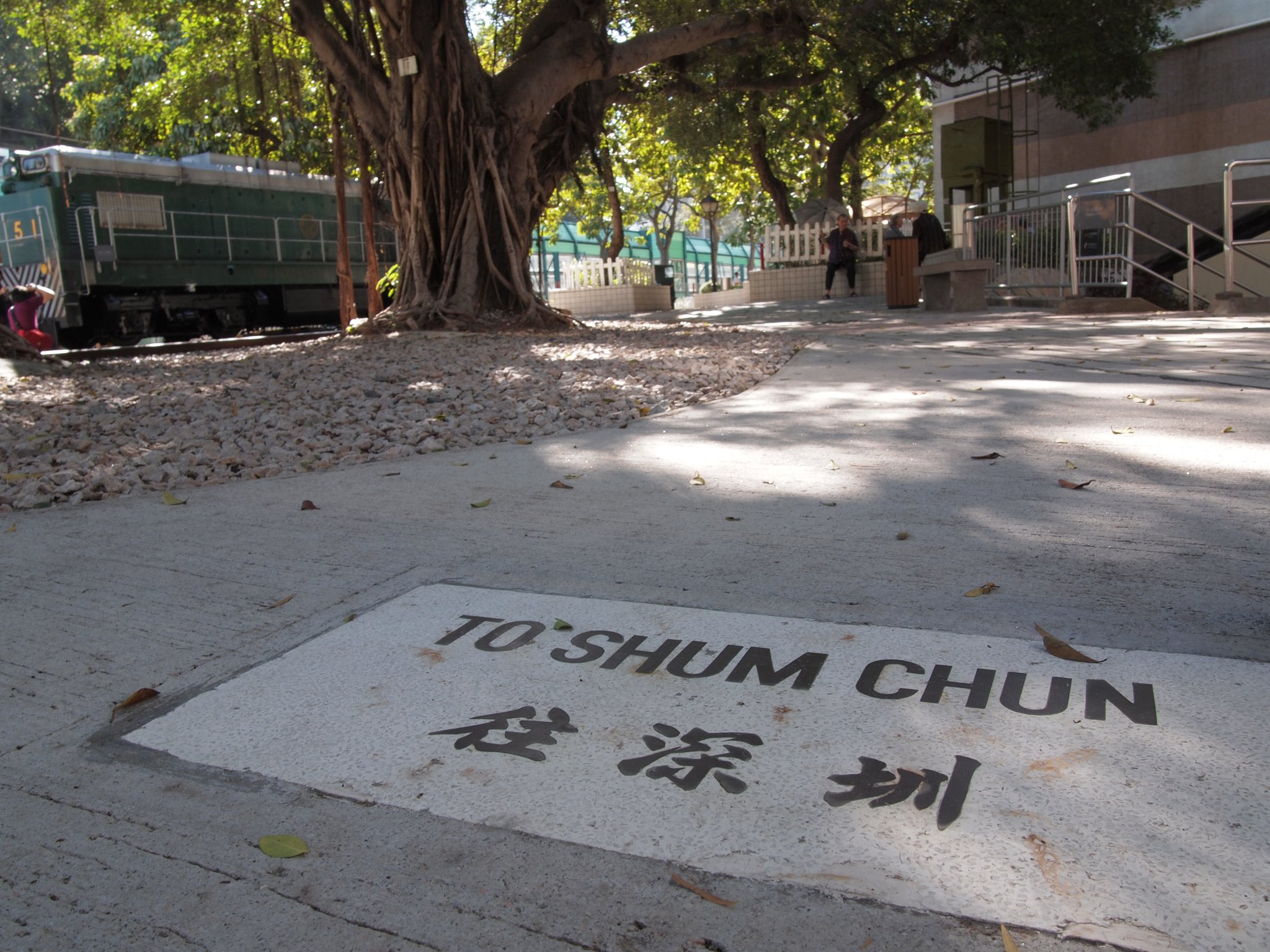
به علامت شوم چون
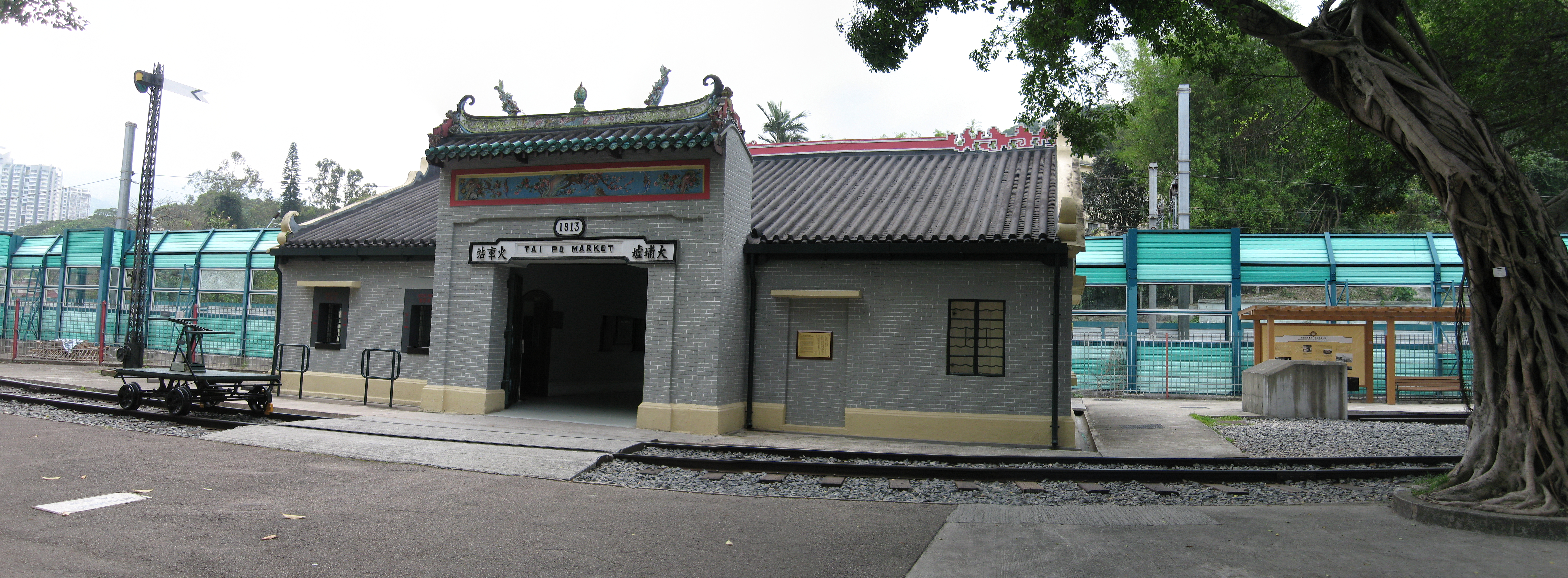
پانوراما ایستگاه راه آهن تای پو